# L'Amour parfait
Albums de Cali
Menteur
(2005)
L'Amour parfait est le premier album de Cali, sorti en 2003. Cet album est récompensé du prix Constantin en 2004 et a été vendu à plus de 400 000 exemplaires, (disque de platine).
Le Parisien souligne des chansons d'amour qui « claquent comme des baffes » et fait un rapprochement avec Louise Attaque et Miossec. Les Inrockuptibles évoquent quant à eux un premier album de conflits entre rock et chanson française indiquant que « le pus des plaies internes du chanteur suinte à chaque chanson de L'Amour parfait ».

## Liste des chansons
| No  | Titre                      | Durée |
| --- | -------------------------- | ----- |
| 1.  | C'est quand le bonheur ?   | 3:57  |
| 2.  | Elle m'a dit               | 3:34  |
| 3.  | Pensons à l'avenir         | 4:23  |
| 4.  | Il y a une question        | 4:03  |
| 5.  | J'ai besoin d'amour        | 4:01  |
| 6.  | Dolorosa                   | 2:32  |
| 7.  | Tes désirs font désordre   | 2:41  |
| 8.  | C'est toujours le matin    | 3:30  |
| 9.  | Le Grand Jour              | 4:07  |
| 10. | Fais de moi ce que tu veux | 3:10  |
| 11. | Différent                  | 4:48  |
| 12. | Tout va bien               | 4:04  |
| 13. | L'Amour parfait            | 4:08  |

## Récompenses et distinctions
- La chanson Pensons à l'avenir a été nommée aux Victoires de la musique 2005 dans la catégorie « Chanson originale de l'année » finalement remportée par Si seulement je pouvais lui manquer de Calogero.
- C'est quand le bonheur ? est récompensé en 2004 par le prix Vincent-Scotto décerné par la SACEM.